# José Agustín de Lecubarri

Escudo de José Agustín de Lecubarri y Gorostiza, incluyendo la banda de la gran cruz de la Orden de Isabel la Católica

José Agustín de Lecubarri y Gorostiza (Londres, 25 de junio de 1802-Bilbao, 6 de enero de 1874) fue un noble, oficial naval y diplomático Anglo-español que sirvió como cónsul de España en Londres. Además de otros títulos que obtuvo, sus importantes logros diplomáticos durante la primera guerra carlista le valieron ser nombrado caballero de la Orden de Isabel la Católica, así como caballero de la Orden de Carlos III.

## Biografía
Nació el 25 de junio de 1802 en Londres, hijo de Manuel de Lecubarri y Uraga, Húsar de caballería criado en Francia y de Manuela Gorostiza y Egusqueaguirre. Al morir temprano su madre, fue una amiga suya, Teresa Piedad Jiménez Muguiro, quien se encargó de supervisar su educación, que fue mediante tutores.
Regresó a España poco después de nacer para ser bautizado mediante la Iglesia católica el 2 de agosto de 1802 en la Iglesia de San Vicente Mártir, a las afueras de Bilbao.
Su carrera militar comenzó el 4 de septiembre de 1824, como guardiamarina, ascendiendo a alférez de fragata en junio de 1825 a bordo de la fragata Aretusa, hasta lograr ser capitán de dicha fragata en enero de 1828. Recibe la Cruz al Mérito Naval con distintivo blanco por sus acciones como capitán. Contrajo matrimonio en 1825 con María Urcullu, una joven de Bilbao, que fallecería en febrero de 1842.
En 1833, abandona el empleo de capitán de la Armada Española para dedicarse a la diplomacia. Es de vuelta en Londres cuando ingresa como cónsul de España en Londres, siendo el más joven de la historia de España en ocupar el cargo. Junto al embajador, Juan Nepomuceno de Vial, logra consolidar una relación sólida con políticas de apoyo mutuo, la cual serviría como caldo de cultivo de cara al envío de tropas por parte del Gobierno Británico en la Primera Guerra Carlista. La Legión Auxiliar Británica llegó a ser un factor determinante en el curso de la guerra.
El 30 de julio de 1835 arribó a Santander el primer batallón de la Legión Auxiliar Británica, con el resto de efectivos llegando durante todo el verano. 1000 soldados recibieron albergue en la ciudad, mientras que otros 4000 se establecieron en el monasterio de Monte Corbán, quedando el recinto arrasado en su interior tras su paso. A finales del verano de 1836, un número próximo a 10 000 hombres de la unidad se concentraron en los alrededores de San Sebastián al mando directo de George Lacy Evans que, a su vez, estaba a las órdenes del general Luis Fernández de Córdoba.
Fueron sus servicios a la corona durante la primera guerra carlista los que le valieron la cruz de la Orden de Carlos III. Posteriormente, y como agradecimiento a su fomento de las relaciones de amistad y cooperación entre España y su país natal, Reino Unido, la reina Isabel II le impuso la gran cruz de la Orden de Isabel la Católica en 1847.
Falleció a los 71 años de edad, el 6 de enero e 1874 en Bilbao.

## Honores

### Nacionales
- Cruz Blanca de la Orden del Mérito Naval ( España, 1829).
- Cruz de Caballero de la Orden de Carlos III ( España, 1834).
- Cruz de Caballero de la Orden de Isabel la Católica ( España, 1847).

### Extranjeras
- Caballero Compañero de la Honorabilísima Orden Militar del Baño ( Reino Unido).